# ألكسندر ستويليكوفيتش
ألكسندر ستويليكوفيتش هو لاعب كرة قدم صربي في مركز الوسط، ولد في 24 مايو 1990 في باتشكا بالانكا في صربيا. لعب مع نادي أو إف كيه بيوغراد ونادي باتشكا بالانكا ونادي تشوكاريتشكي.

## وصلات خارجية
- ألكسندر ستويليكوفيتش على موقع قاعدة بيانات كرة القدم.إي يو (الإنجليزية)
- ألكسندر ستويليكوفيتش على موقع Soccerway.com (الإنجليزية)